# حب الثلج الأملس
حب الثلج الأملس (الاسم العلمي:Symphoricarpos glabratus) هو نوع غير مؤكد من النباتات يتبع جنس حب الثلج من الفصيلة المعزية الورق.